# 彭德怀故居
彭德怀故居位于中国湖南省湘潭县乌石镇乌石村彭家围子，现存建筑是彭德怀任湘军营长时出资续建，始建于1925年。原为三间茅草屋，在今故居东北30米处。清光绪二十四年（1898年）彭德怀出生于此。
建筑座西北朝东南，砖木结构，泥砖墙，小青瓦，房屋17间，总占地面积2,490平方米，主体建筑面积350平方米。

## 照片

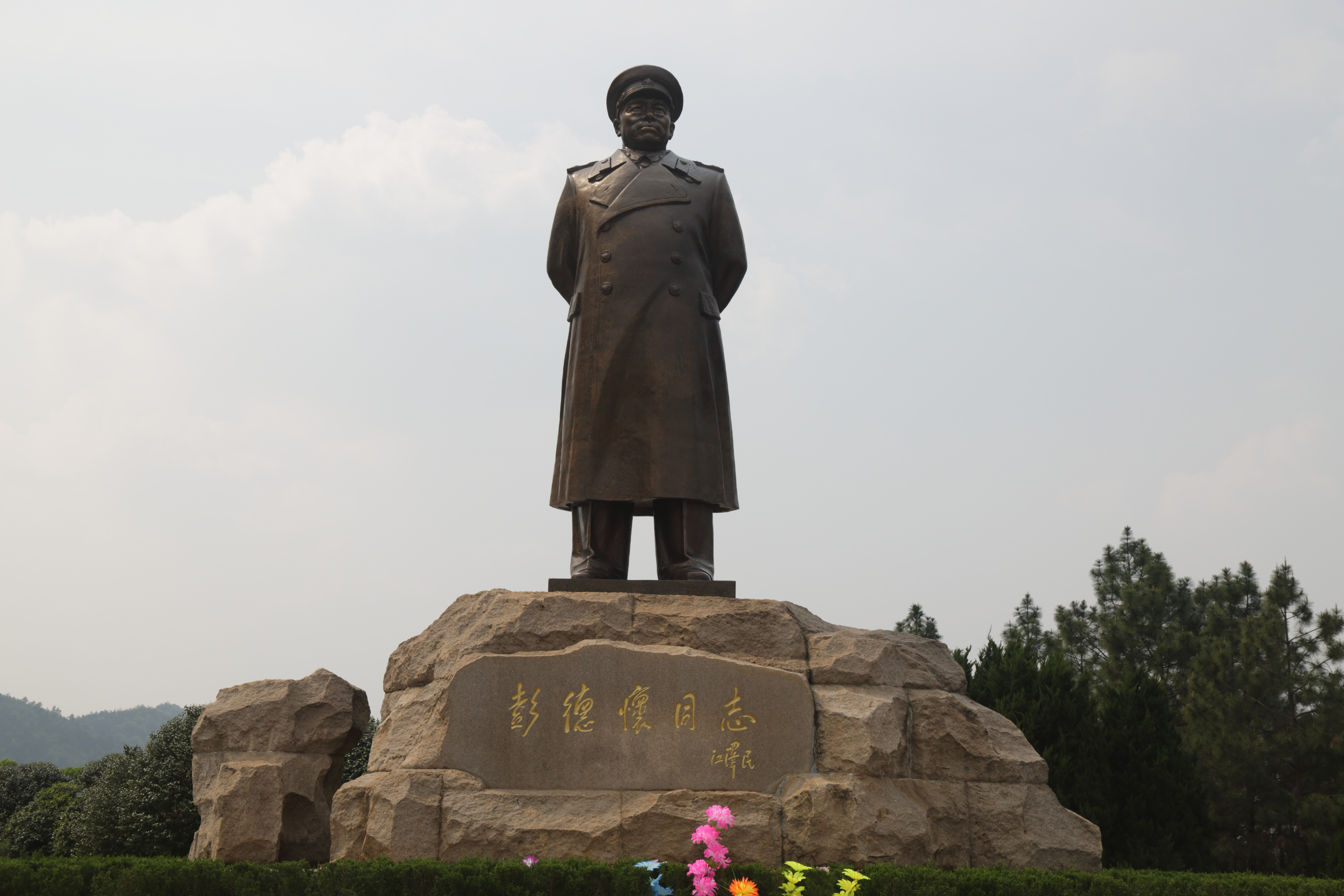
彭德怀铜像
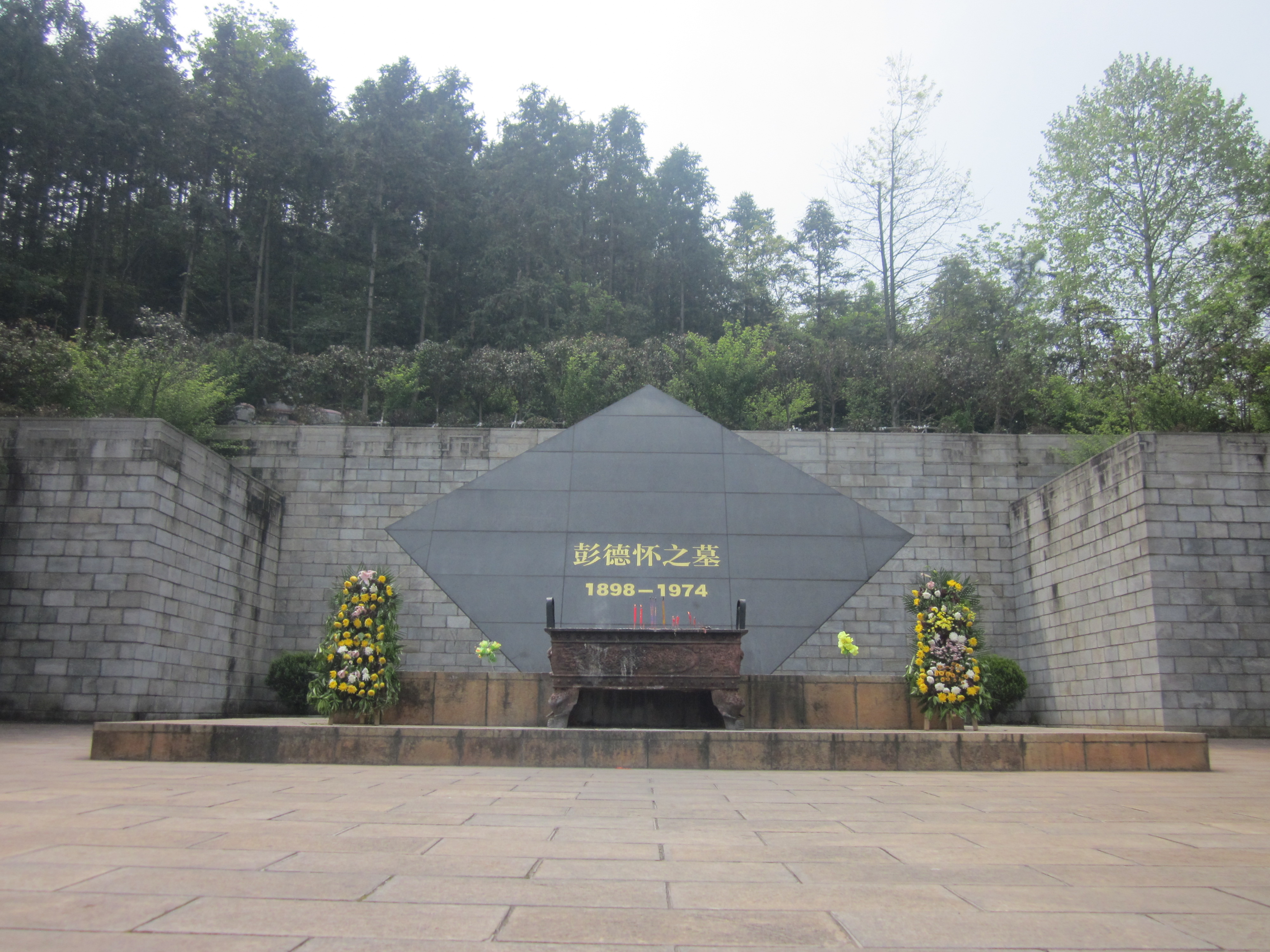
彭德怀墓
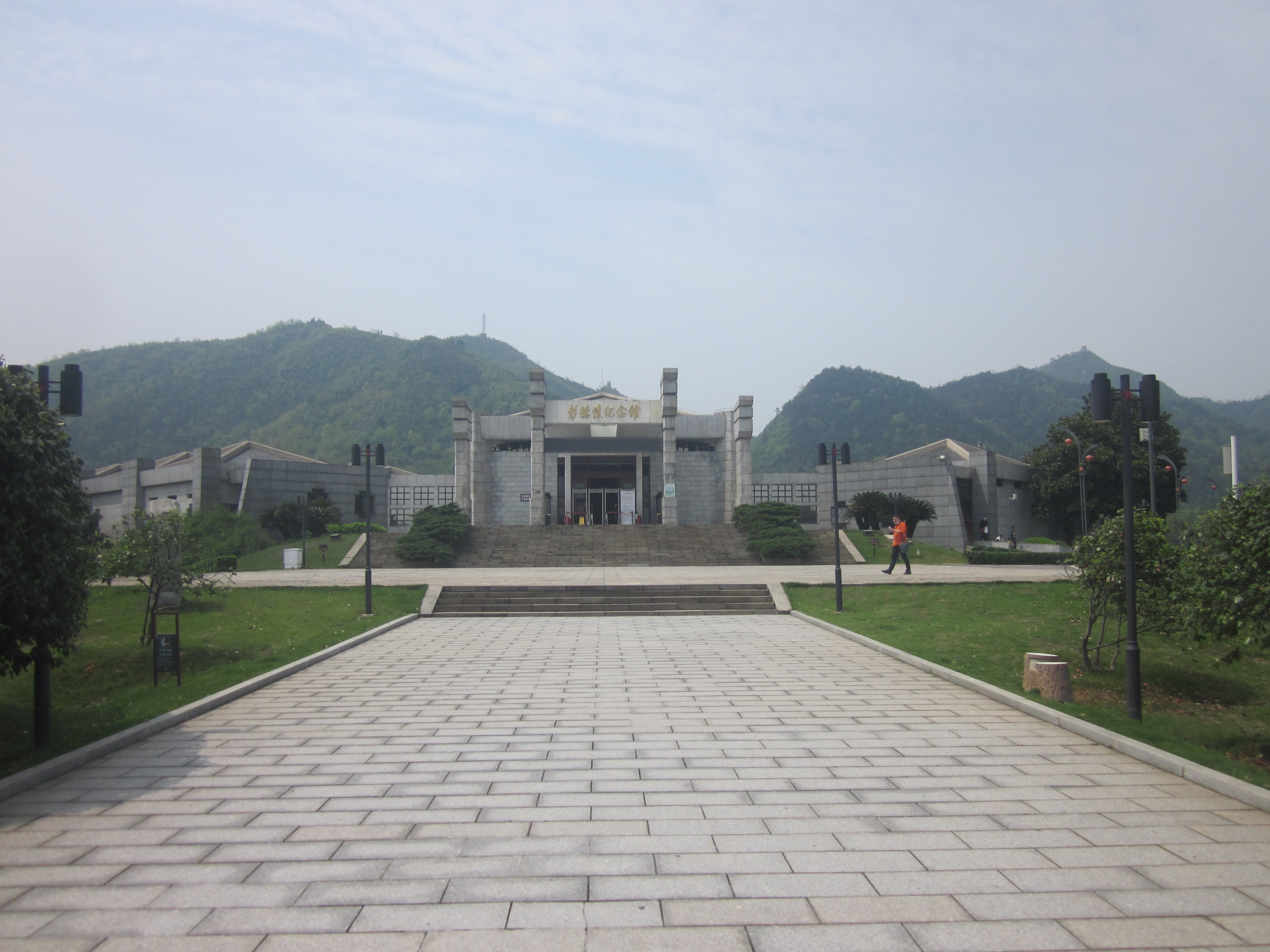
彭德怀纪念馆
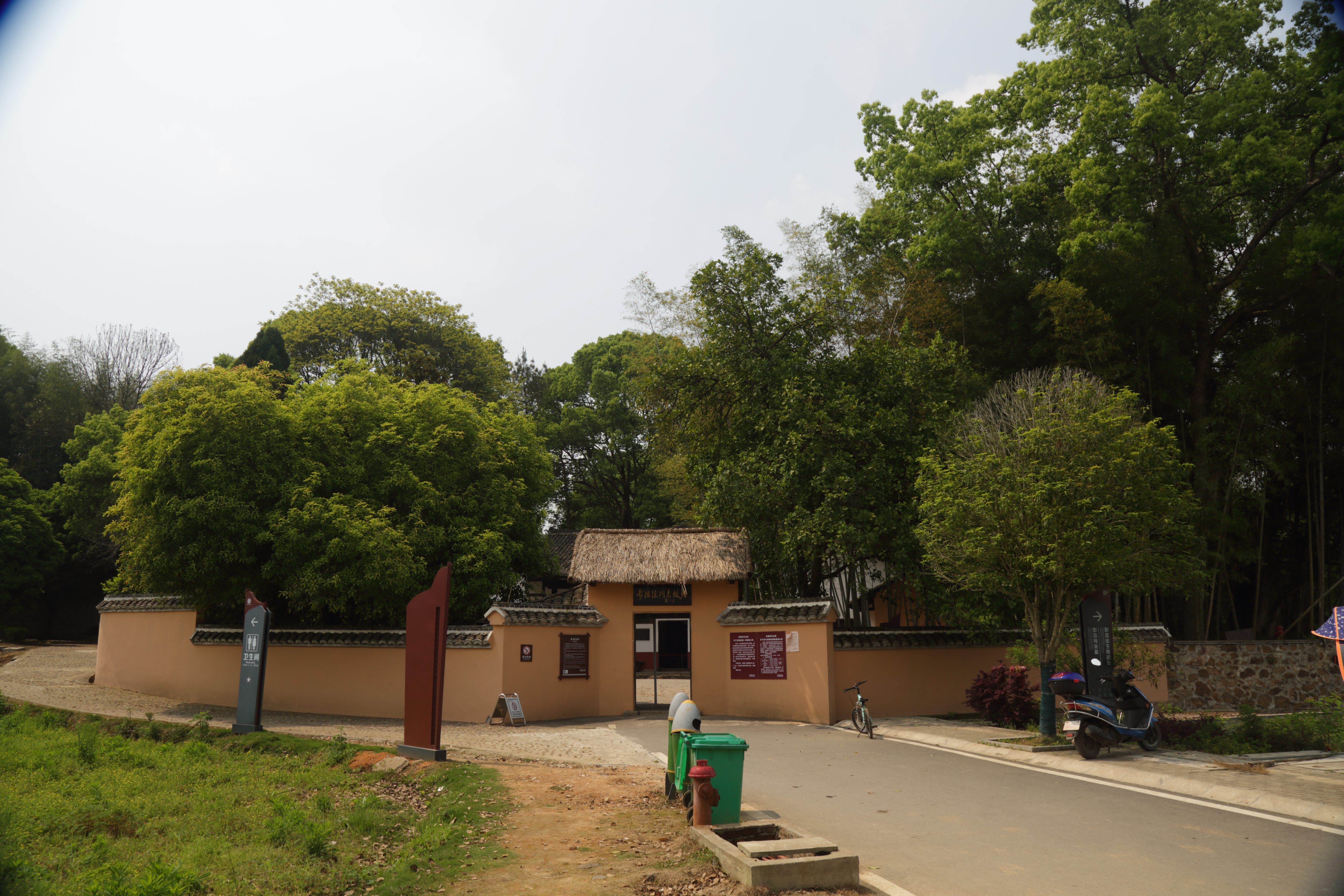
彭德怀故居